# Georges Braque
Georges Braque  (Argenteuil, 13 de maio de 1882 — Paris, 31 de agosto de 1963) foi um pintor e escultor francês, que fundou o cubismo juntamente com Pablo Picasso.
Braque iniciou a sua ligação às cores na empresa de pintura decorativa de seu pai. A maior parte da sua adolescência foi passada em Le Havre, mas no ano de 1899, mudou-se para Paris onde, em 1906, no Salão dos Independentes, expôs as suas primeiras obras no estilo de formas simples e de cores puras (fauvismo).
No Outono de 1907, conheceu Picasso com quem, se deu quase diariamente até que em 1914, devido à Grande Guerra se separaram.
Braque foi ferido na cabeça em 1915, tendo sido agraciado com a Cruz de Guerra e da Legião de Honra. Durante dois anos, devido ao ferimento esteve afastado da pintura, tendo retornado em 1917 focando-se em naturezas-mortas e pinturas figurativas, sempre dentro de uma formulação cubista.

## Obras
- 1911 - A Amiga da Avó.8
- 1906 - O Porto de Anvers
- 1906 - O Porto de L'Estaque
- 1906 - O Porto de Anvers (O Mastro)
- 1906 - Paisagem de L'Estaque (3 obras)
- 1907 - Nu sentado visto de costas
- 1907 , 1908 - Grande nu (Grande banhista)
- 1907 - O Viaduto de L'Estaque
- 1908 - Casas de L'estaque
- 1908 - Paisagem de L'Estaque
- 1908 - O Viaduto de L'Estaque
- 1909 - Jarro, Garrafa e Limão
- 1909 - Porto da Normandia
- 1910 - Nature Morte au Violon (Violino e Jarro)
- 1910 - Le Sacré-Couer
- 1910 - Mulher com bandolim
- 1911 - O Português
- 1911 - O Violino
- 1911 - A Palmatória
- 1912 - O Violino, Mozart, Kubelich
- 1912 - Bodegón com uvas
- 1912 - A guitarra
- 1912, fruteira e copo
- 1912, 1913 - Ária de Bach
- 1913 - Statue d'Epouvante
- 1913 - Bodegón com vaso e jornal
- 1914 - Copo, Garrafa e Cachimbo numa Mesa
- 1914 - O Ás de Copas
- 1914 - Bodegón com Mesa
- 1918 - Guitarra e Clarinete
- 1918 - Bodegón com Uvas
- 1918 - Vaso e Pêra
- 1920 - O Aparador
- 1922 - O Velador
- 1923 - A Chaminé
- 1925 - A Mesa de Mármore
- 1927 - Bodegón do Clarinete
- 1929 - O Velador
- 1929 - As Três Barcas
- 1929 - A mesinha redonda
- 1931 - Nu Encostado e Velador
- 1933 - Briga de galo
- 1934 - Bodegón com Mantel vermelho
- 1937 - Mulher do Bandolim
- 1938 - O Velador
- 1939 - O Pintor e seu Modelo
- 1940, 1941 - Os Dois Salmonetes
- 1941 - Garrafa e Peixes
- 1941, 1945 - Bodegón com Caveira
- 1941, 1960 - A Minha Bicicleta
- 1942 - Chaleira e Uvas
- 1942 - A Paciência
- 1942, 1961 - O Homem da Guitarra
- 1944 - O Salão
- 1945 - O Bilhar
- 1946 - A Jarra de Lilases
- 1947, 1960 - A Cadeira de Jardim Malva
- 1948, 1950 - Bodegón da Lagosta
- 1949 - Atelier II
- 1949, 1951 - Atelier III
- 1951 - A Noite
- 1952, 1953 - O Pássaro Quadriculado
- 1952, 1953, 1956 - Atelier IX
- 1955 - Paisagem com Arado
- 1956, 1957 - Os Pássaros Negros
- 1956, 1957 - O Campo de Colza
- 1958 - Ninho na Fronde
- 1959 - Paisagem
- 1960 - Os Pássaros
- 1961 - Pássaro na Fronde
- 1962 - O Arado Metálico